# Бернар Акама
Бернар Акама (хол. Bernard Accama; 1697 — 1756) је био холандски сликар 18. века, познат највише по својим портретним радовима.
- Campegius Vitringa (1693-1723)
- Willem Loré
- Anna van Hannover (1736)